# Johnny Lockwood
Johnny Lockwood (* 7. Dezember 1920 in London, England; † 25. April 2013 in Coffs Harbour, Australien) war ein australischer Komödiant und Schauspieler für Film, Fernsehen und Theater. Seine bekannteste Rolle hatte er in der australischen Soap Number 96, wo er den ungarisch-jüdischen Besitzer eines Feinkostladens spielte.

## Leben
Im Alter von 11 Jahren verlor Johnny Lockwood seine Eltern. Drei Jahre später bewarb er sich als Tänzer bei einer herumreisenden Show, bei der er seine Talente weiterentwickelte. Mit 18 wurde er schließlich als Komödiant bei Jack Hylton unter Vertrag genommen. Der Zweite Weltkrieg kam jedoch dazwischen und so schloss sich Lockwood 1942 der Royal Air Force an, von wo er 1944 ehrenvoll entlassen wurde. Er kehrte zurück zur Schauspielerei und arbeitete als Pantomime, in einem Varieté, und im Radio und Fernsehen. 1949 trat er bei einer Hofsondervorstellung im Londoner Kolosseum auf, wo er stolperte und sich eine blutige Nase holte.
1957 ging Lockwood nach Australien, um bei einem zehnwöchigen Tivoli Theatre Circuit teilzunehmen. Nachdem dieser beendet war, blieb er für weitere fünf Jahre in Australien. Für eine Rolle als Fagin in Lionel Barts Oliver! kehrte er in das Vereinigte Königreich zurück. Nachdem die Vorstellung des Musicals beendet war, kehrte Lockwood endgültig nach Australien zurück.
Ein Jahr lang verbrachte Lockwood mit der Fernsehserie Sunnyside Up, danach ging er in die Vereinigten Staaten, um in Las Vegas aufzutreten. Er kehrte später nach Australien zurück, wo er zwei Jahre lang in der klassischen Comedy-Serie The Mavis Bramston Show mitspielte. Danach bekam Lockwood die Hauptrolle in den Canterbury Tales, 1972 folgte eine Rolle in der Fernsehserie Number 96.
1976 starb Lockwoods Frau Anne Lockwood, mit der er seit 1942 liiert war. 1980 heiratete er erneut.
In den 1980ern und 1990ern gab Lockwood diverse Gastauftritte in australischen Serien und Soaps. So hatte er 1985 eine Rolle in der Soap Neighbours als Daphne Lawrences Großvater Harry Henderson, 1991 folgten Gastauftritte in zwei Folgen der Soap E Street. Während dieser Zeit spielte er auch in Spielfilmen mit. In den 2000ern trat Lockwood weiter auf, beispielsweise im Film Moulin Rouge! und in der Miniserie The Potato Factory.
Am 25. April 2013 verstarb der Schauspieler im Alter von 92 Jahren in einem betreutem Wohnheim.

## Filmografie
- 1964: The Mavis Bramston Show (Fernsehserie)
- 1968: Anything Goes (Fernsehserie)
- 1968: The Life and Times of Reverend Buck Shotte
- 1971: Duffer
- 1971: Spyforce (Fernsehserie, 1 Folge)
- 1973: The Evil Touch (Fernsehserie, 1 Folge)
- 1972–1975: Number 96 (Fernsehserie)
- 1975: The Norman Gunston Show
- 1977: All at Sea
- 1978: Tickled Pink (Fernsehserie, 1 Folge)
- 1981: Bellamy (Fernsehserie, 1 Folge)
- 1982: Norman Loves Rose
- 1984: Stanley: Every Home Should Have One
- 1985–1986: Nachbarn (Neighbors, Fernsehserie)
- 1987: A Country Practice (Fernsehserie, 2 Folgen)
- 1991: E Street (Fernsehserie, 2 Folgen)
- 2000: The Potato Factory
- 2001: Moulin Rouge!
- 2002: Short Cuts (Fernsehserie, 2 Folgen)
- 2003: The Rage in Placid Lake
- 2003: Pizza (Fernsehserie, 1 Folge)